# Pánova cesta
Pánova cesta je přírodní lokalita v Chráněné krajinné oblasti Broumovsko západně od Broumova.
Současná turistická stezka, bývalá lesní cesta, vede z Broumova západně na hřeben Broumovských stěn a dále do Hlavňova. V jejím okolí se nachází řada skalních útvarů. Název cesty bývá spojován s útěkem broumovského opata Wolfganga Selendera z Prošovic před vzbouřenými měšťany roku 1619 (tzv. Broumovská rebelie). Dle historických pramenů však opat prchal přes Slezsko, tedy zcela opačným směrem.

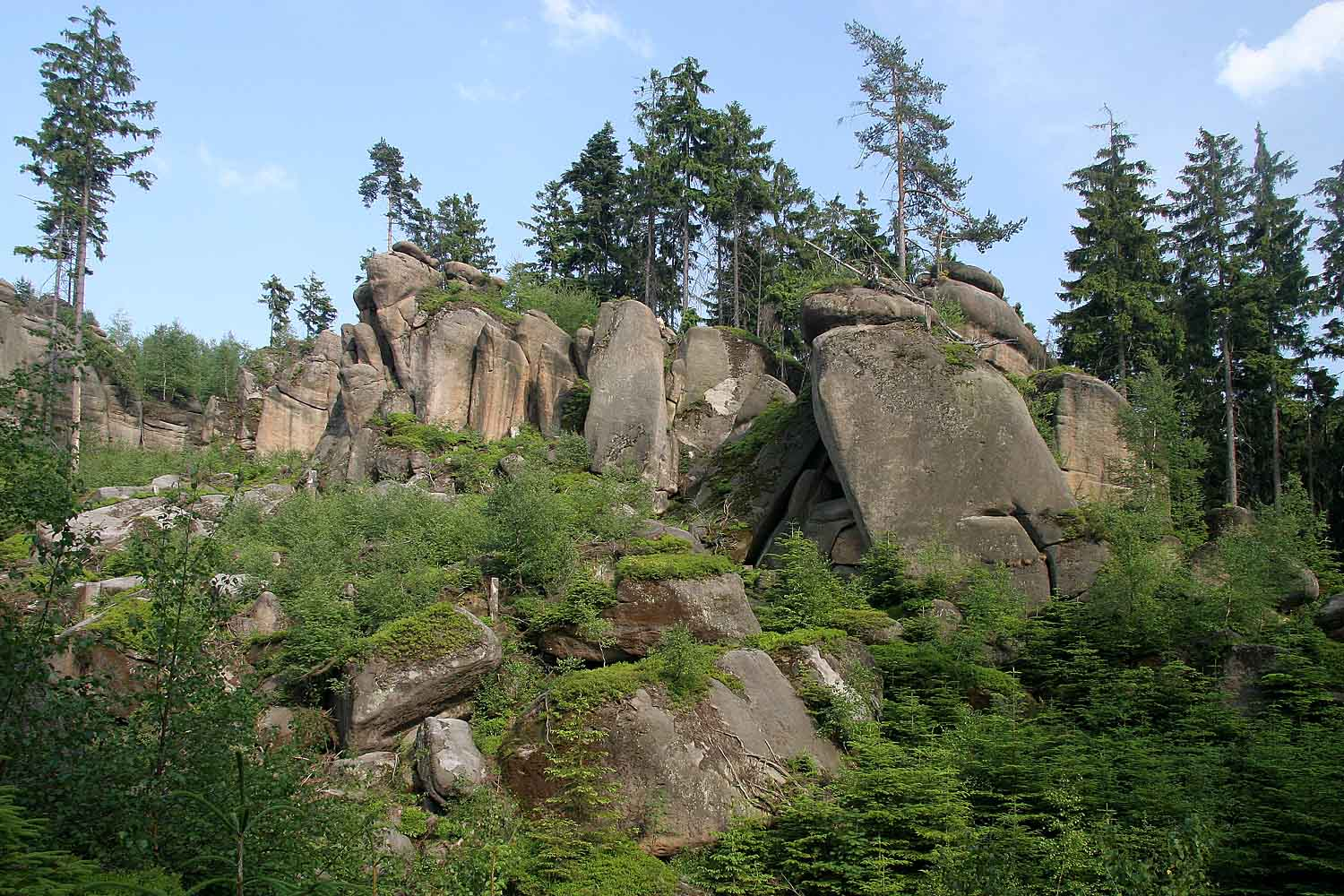
Rokle u Pánovy cesty v NPR Broumovské stěny pod rozcestím u Václava
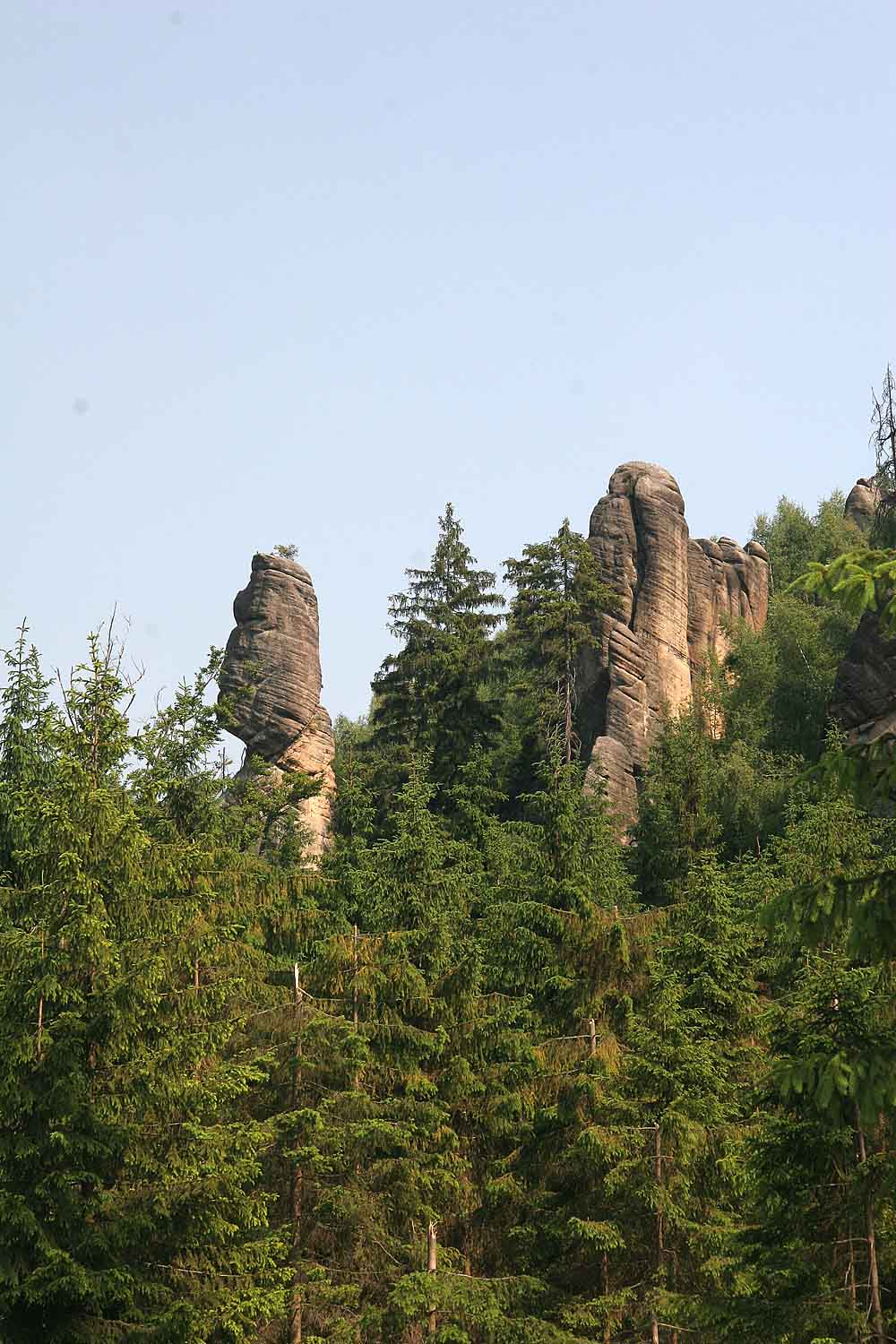
Pánova cesta v NPR Broumovské stěny u rozcestí u Václava
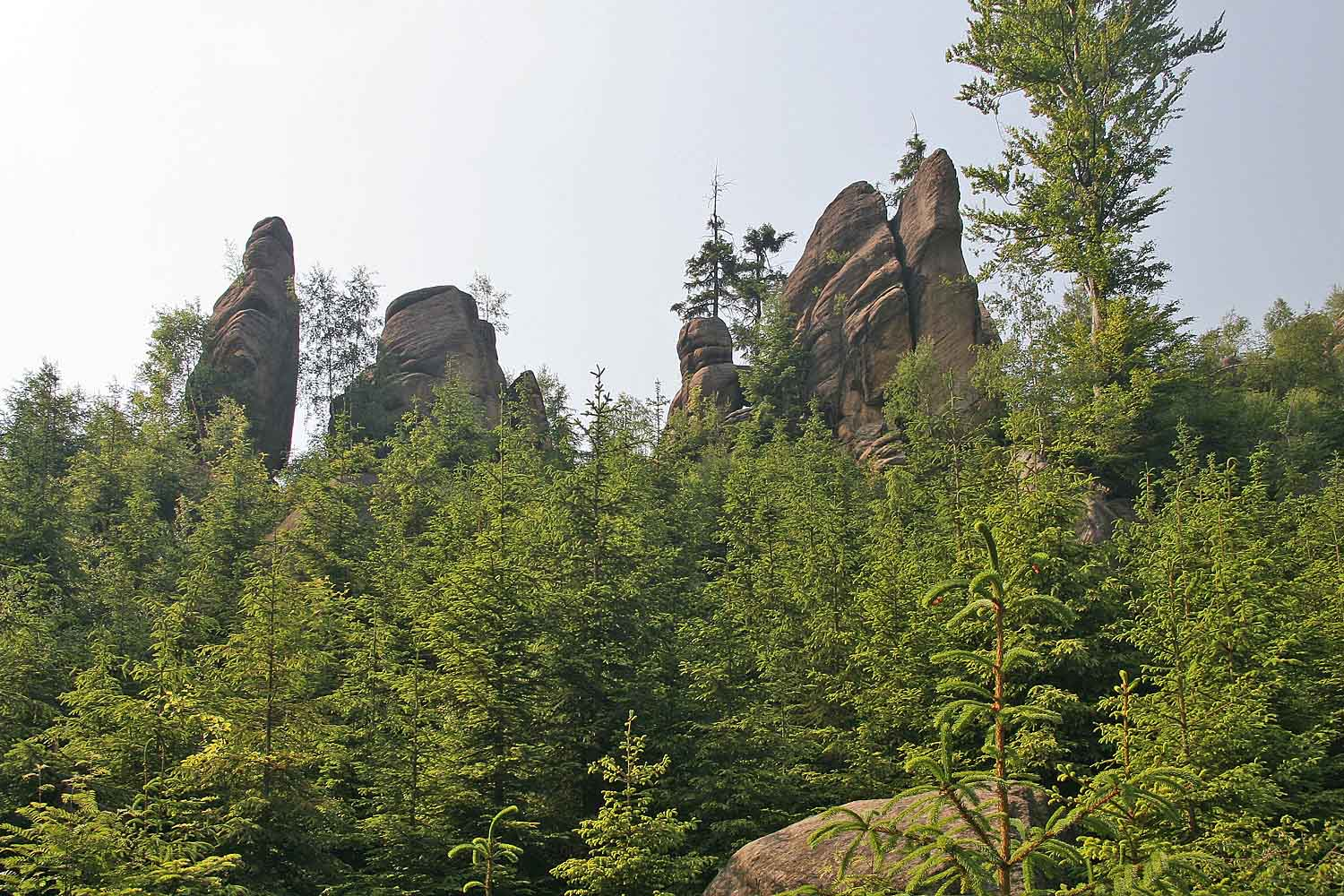
Pánova cesta v NPR Broumovské stěny u rozcestí u Václava
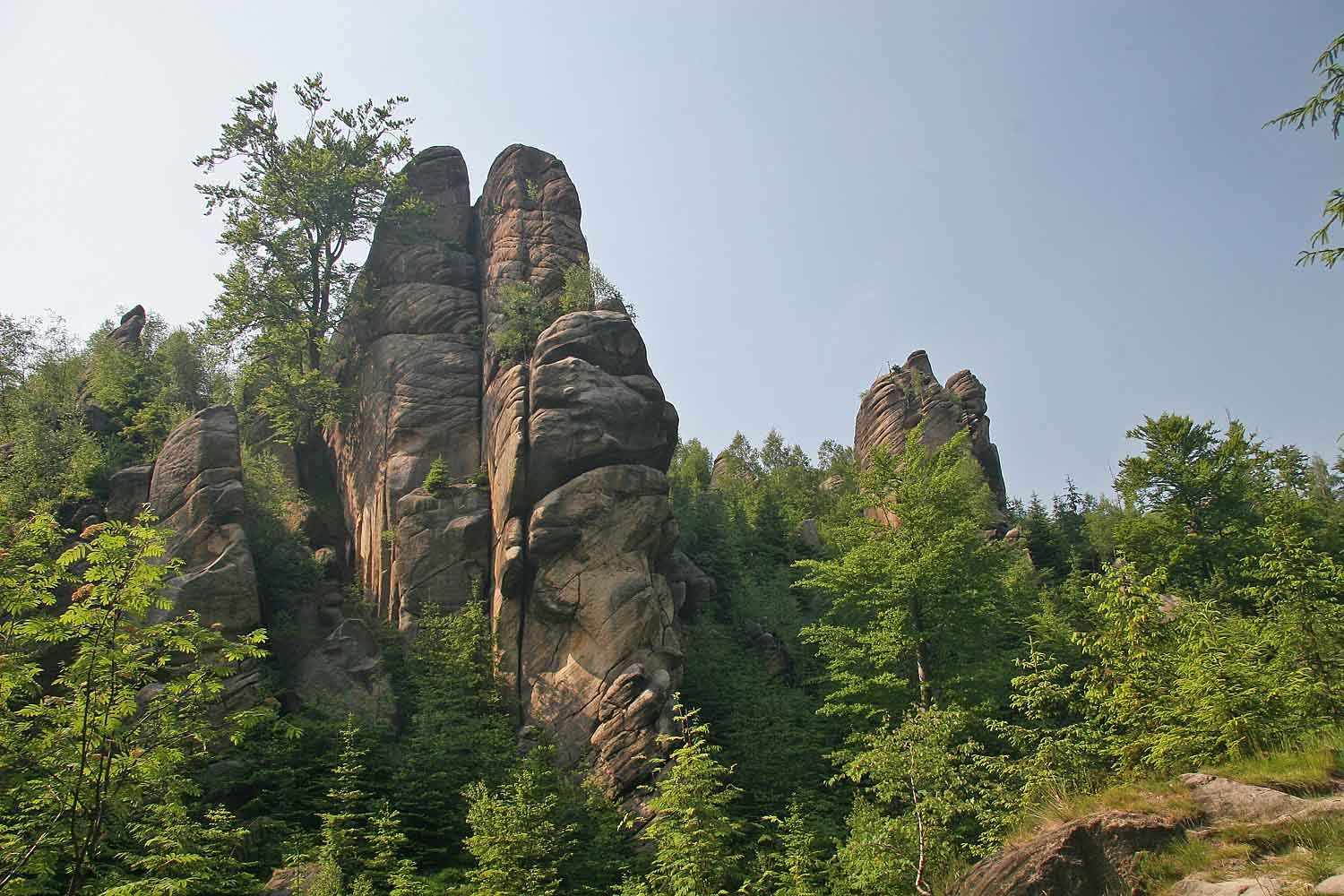
Pánova cesta v NPR Broumovské stěny u rozcestí u Václava